# Domaine universitaire de Grenoble

Vue aérienne

Le domaine universitaire de Grenoble, appelé également « campus de Grenoble », est situé sur les communes de Saint-Martin-d'Hères et de Gières, dans le département de l'Isère (région Auvergne-Rhône-Alpes, France). Il héberge la majorité des bâtiments et des services d'enseignement de l'université Grenoble-Alpes, plusieurs écoles d'ingénieurs de l'Institut polytechnique de Grenoble, Sciences Po Grenoble, ainsi que de nombreuses unités de recherche, indépendantes ou sous tutelle universitaire, des résidences universitaires, bibliothèques et autres services liés aux universités.
Ce campus représente l'un des trois sites majeurs métropolitains pour l'enseignement supérieur et la recherche, avec le campus santé de La Tronche et le polygone scientifique à Grenoble. Grâce à ce campus qui accueille environ 80 000 personnes, étudiants et personnel confondus, le journal Times Higher Education classe l'université Grenoble-Alpes en 2018 au huitième rang des plus belles universités en Europe.

## Historique
Le domaine universitaire a été édifié à partir du début des années 1960, sur des terres précédemment dévolues à l'agriculture. Cette zone de Saint-Martin-d'Hères a longtemps été un vaste méandre de l'Isère jusque dans la nuit du 13 au 14 juillet 1732, où la rivière sort de son lit pendant une crue, prenant alors le tracé plus rectiligne que l'on connaît aujourd'hui. Lors de la célébration de son cinquantenaire, en 2011-2012, la date du 2 décembre 1961 a été retenue, marquant la pose de la première pierre (symbolique) du bâtiment de l'Institut d'informatique et mathématiques appliquées de Grenoble, par le ministre Lucien Paye. Cette première pierre se pose en réalité à l'extrémité de la rue Barnave afin d'éviter aux officiels de marcher dans la boue des champs. Elle disparaîtra très vite par la construction de la rue des Résidences sur son emplacement.

### Choix du site
L'édification d'un campus a été décidée à la fin des années 1950, au vu de la croissance des effectifs et pour pallier l'éparpillement des bâtiments de l'Université dans le centre de Grenoble. Le choix du site sur une zone maraîchère à cheval sur Saint-Martin d'Hères et Gières est validé en 1959 conjointement par le Ministère, la Préfecture et le Rectorat, puis la décision est annoncée le 14 octobre 1960 par le recteur Robert Trehin et le conseil de l'Université donne son accord le 21 novembre suivant. À cette date, l'université de Grenoble était encore un seul organisme, avant sa scission en 1970 en quatre établissements : Grenoble I, Grenoble II, Grenoble III et l'INPG faisant suite à la Loi Faure.
Le site actuel a été retenu après l'examen d'autres projets avancés à l'époque. On peut citer
- un projet de campus à Sassenage, proche du CENG, initialement soutenu par Louis Néel ;
- un projet de grand ensemble universitaire sur la colline du Rabot, à mi-hauteur de la Bastille, en rejoignant l'IGA et la résidence du Rabot construits en 1955, projet soutenu par Paul-Louis Merlin ;
- un projet d'installation à la place de la caserne de Bonne.

Plusieurs universitaires reconnus s'investissent dans l'édification du campus, notamment Louis Weil, physicien, et son maître Louis Néel, directeur du CENG construit en 1956, ainsi que Jean Kuntzmann, fondateur de l'IMAG et Michel Soutif, professeur de physique.

### Les différentes phases de construction
Louis Weil prend une part essentielle à la création de ce campus. Principal acteur local de la collaboration entre recherche et industrie, il est élu doyen de la faculté des sciences en 1961. Souhaitant associer le plus possible l'industrie locale des travaux publics à cet immense chantier, il parvient à convaincre l'administration centrale de faire travailler des architectes de la région puisque des treize réalisations faites durant son mandat, sept le sont par des architectes locaux.
Pour assurer la cohérence de l'ensemble du campus, il est fait appel à Georges Bovet, architecte coordinateur, assisté de Jean Royer. Les premiers bâtiments seront construits selon les préceptes du modernisme, représenté par Le Corbusier et Walter Gropius, avec un usage fort du béton brut, du verre et de décorations en pâte de verre. L'architecture est également contrainte par le terrain alluvionnaire : nombreux immeubles sur pilotis ou surélévation du rez-de-chaussée, hauteur de construction limitée à trois étages pour éviter le recours à des fondations démesurées.
Le bâtiment de l'Institut des mathématiques appliquées est mis en service en octobre 1963, premier édifice achevé du campus, sous la direction de Jean Kuntzmann, et se voit équipé pour l'occasion d'un ordinateur IBM 7044. Suivent les bâtiments de Biologie, de Chimie et la Résidence Ouest, jusqu'en 1965.
De 1966 à 1971, les chantiers se succèdent à grande vitesse, pour cette première phase : la bibliothèque Droit-Lettres est achevée en 1966, celle des Sciences en 1967, laissant vacante la récente bibliothèque du boulevard Maréchal Lyautey. L’architecture de la place centrale située à 213 mètres d'altitude est confiée à Olivier-Clément Cacoub, lauréat du premier grand prix de Rome en 1953, qui conçoit à la fois la bibliothèque des sciences, le bâtiment administratif de la faculté des sciences et le grand amphithéâtre Louis-Weil.

Place centrale, BU sciences et amphi Weil
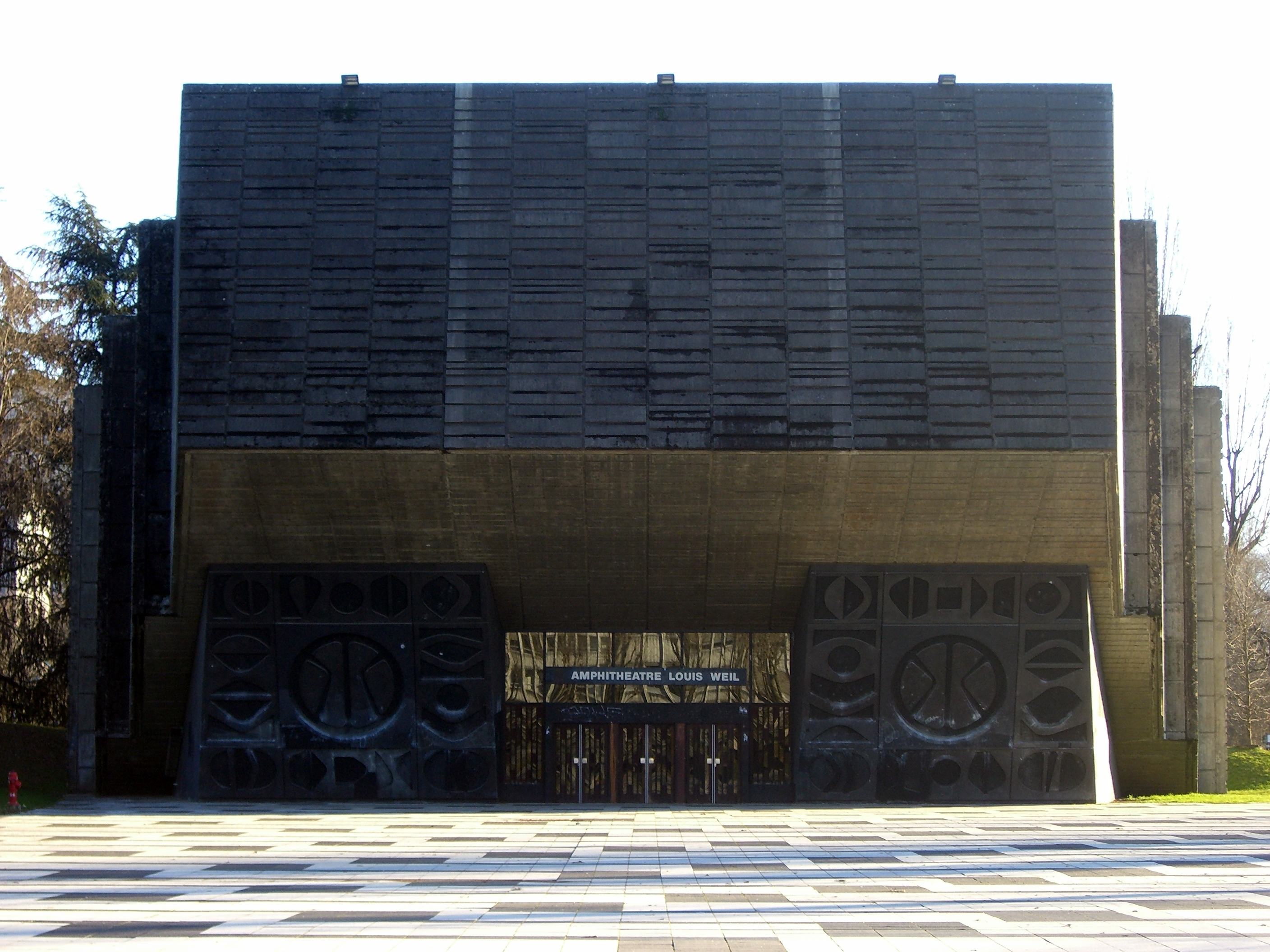
Amphithéâtre Louis-Weil
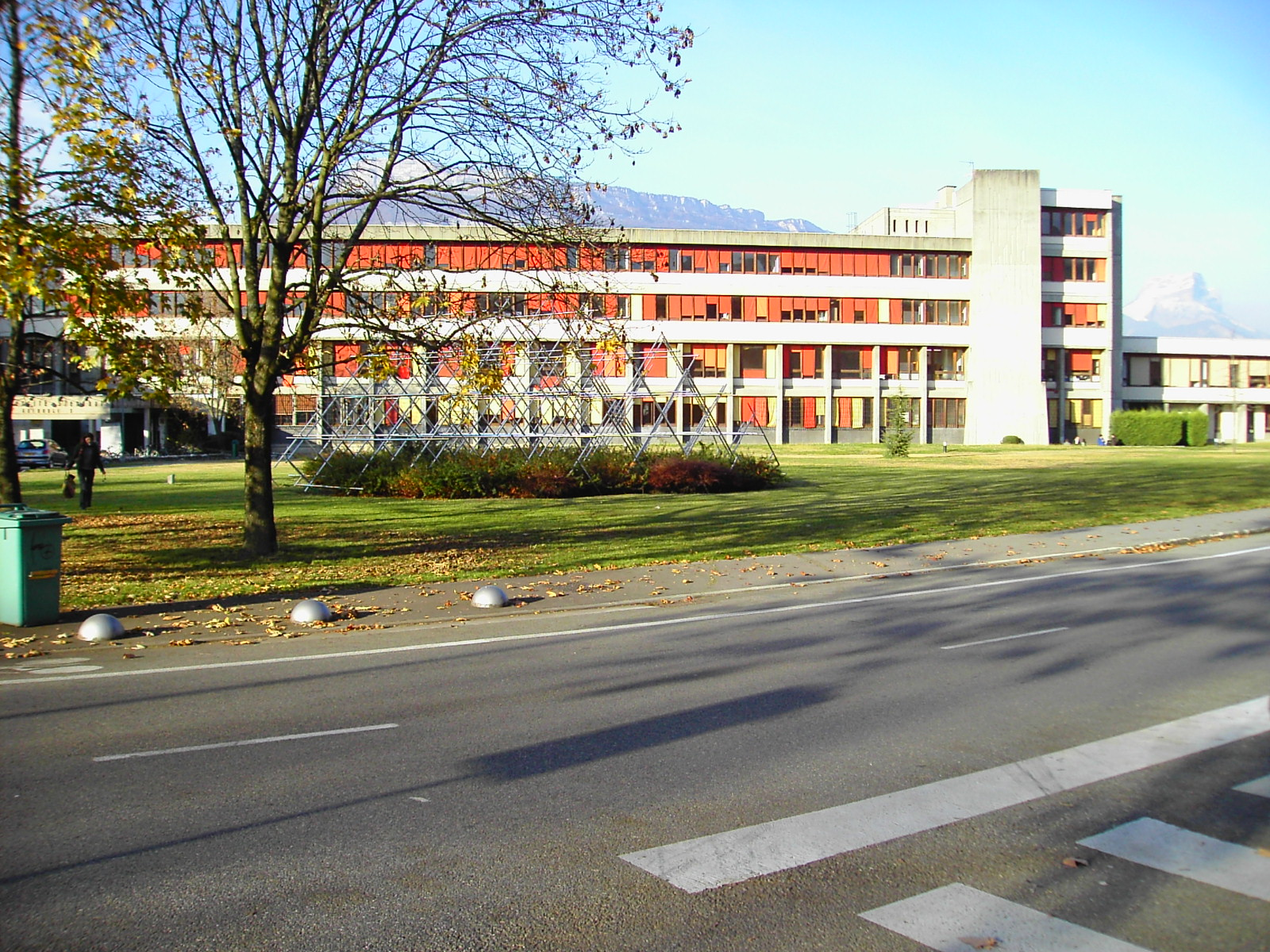
Pavillon Stendhal de l'université Grenoble-Alpes

En 1990, un concours est lancé pour le schéma Université 2000, et il est remporté par l'architecte Peter Ahrends. Les constructions s'étalent entre 1990 et 2000, avec notamment la Maison des langues et des cultures, l'IAE, et les magasins installés autour de la station de tram Bibliothèques universitaires (alors terminus).

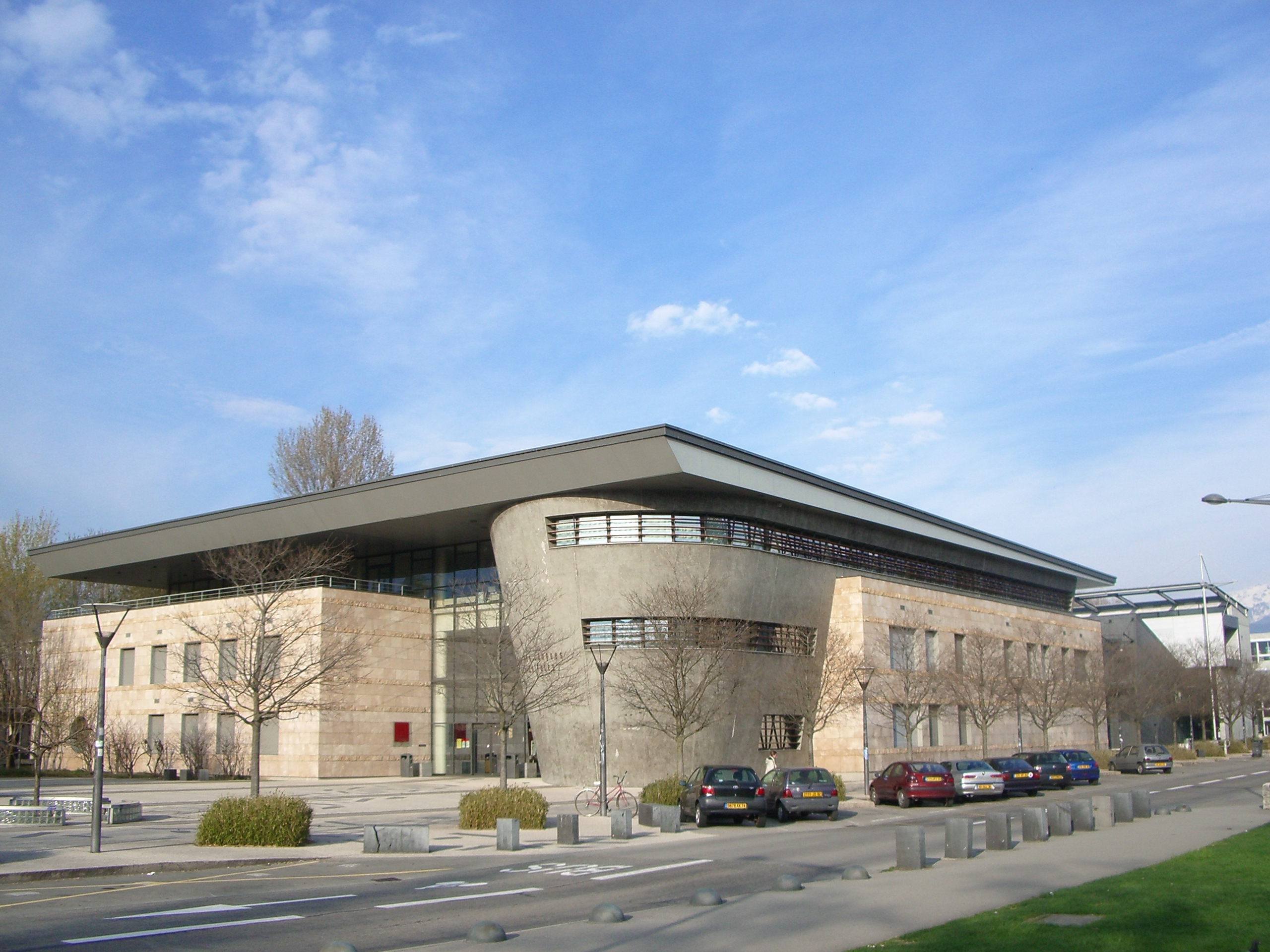
Maison langues et cultures
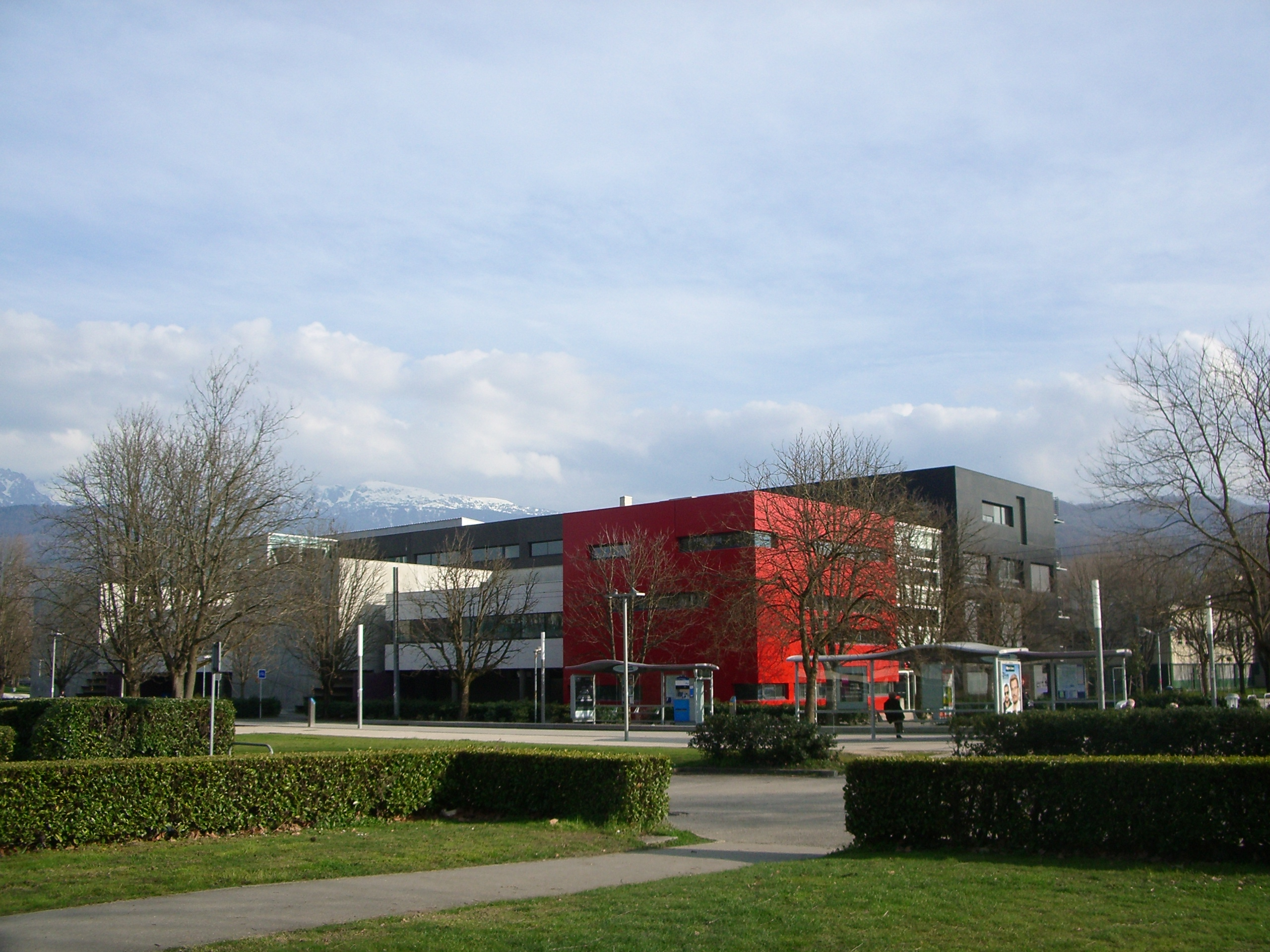
Pavillon IAE Grenoble

Dans le cadre du Plan campus national, en mai 2008, le site grenoblois est retenu parmi six lauréats et se voit doté de 400 millions d'euros, à répartir entre les trois sites de recherche et d'enseignement supérieur. En 2011 est lancée l'opération Campus 2025, mise en œuvre locale, qui concerne notamment le campus par trois projets immobiliers : le bâtiment EDD-Galilée (2015), l'extension "Xavier Leverve" (2015) au bâtiment biologie B, et le bâtiment PILSI-IMAG (2016). S'y adjoindra en 2017 un bâtiment dévolu à la création artistique, l'Espace scénique transdisciplinaire (EST), à l'extrémité sud-ouest de la place centrale. En 2015, la construction du bâtiment D de l'Observatoire des sciences de l'Univers de Grenoble a permis d'accueillir les collections géologiques et minéralogiques issues de l'Institut Dolomieu. Ces collections sont présentées au sein de l'espace muséographique qui montrent également l'ensemble des recherches menées à l'Observatoire (glaciologie, hydrologie, minéralogie, écologie alpine, océanographie, planétologie, astrophysique, géologie ou encore géophysique).
Dans le cadre du plan Campus 2025, trois nouveaux bâtiments d'importance sont mis en service fin 2018 à la place de l'ancien parking central, entre la ligne de tramway et l'Avenue Centrale :
- l'Institut de Formation des Professions de Santé sur 9 600 m2, dépendant du CHU Grenoble-Alpes et première implantation médicale hors du domaine de la Merci[11] ;
- le restaurant universitaire L'Intermezzo, géré par le CROUS de Grenoble, ouvert au printemps 2018 ;
- la Maison de la Création et de l'Innovation sur 7 250 m2, dépendant de l'UGA, consacrée aux sciences humaines et sociales[12].

Cette implantation marque une nouvelle étape dans la réduction de la place de l'automobile sur le domaine universitaire, conformément à la politique menée depuis le début des années 1980.

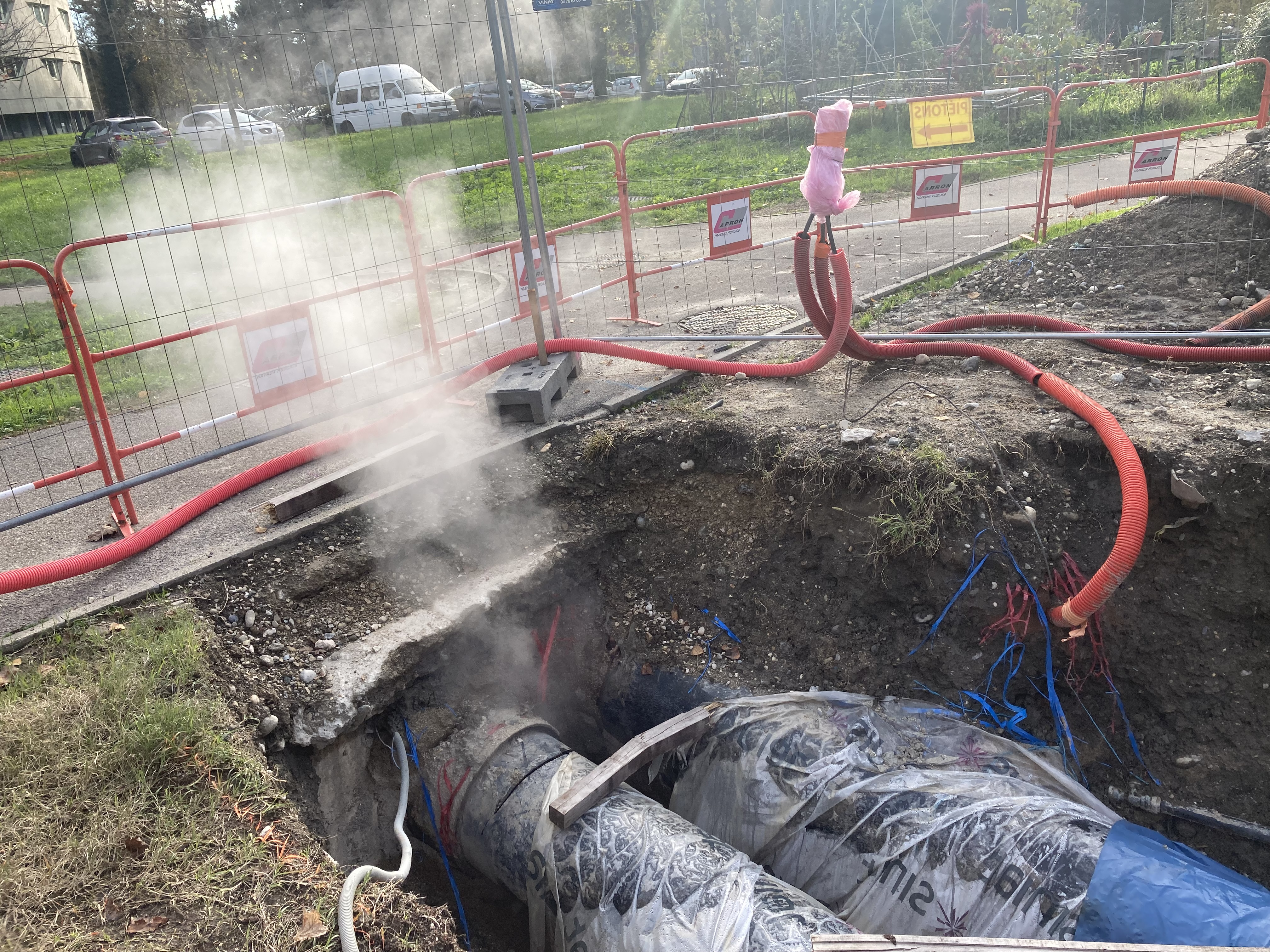
Installation du chauffage urbain sur le Campus universitaire de Grenoble

À partir de 2022, des travaux ont lieu sur le campus pour remplacer les chauffages au gaz par du chauffage urbain,,,.

## Présentation
Le domaine universitaire accueille 59 000 étudiants mais également chercheurs, ingénieurs, techniciens, administratifs, dans près de 160 bâtiments. Il constitue un véritable lieu d’enseignement et de recherche bien sûr, mais aussi de vie quotidienne : salles de cours, amphis, laboratoires, plates-formes technologiques, bibliothèques, installations sportives, restaurants, commerces, tram et bus, logements, lieux de convivialité et de culture, etc.

### Enseignement
L'enseignement est bien sûr la première activité du campus, avec la grande majorité des équipements de l'université Grenoble-Alpes (sciences, sciences humaines et sociales, lettres et langues), ainsi que d'autres établissements indépendants, comme l'Institut d'études politiques de Grenoble ou une antenne du Centre national d'enseignement à distance.

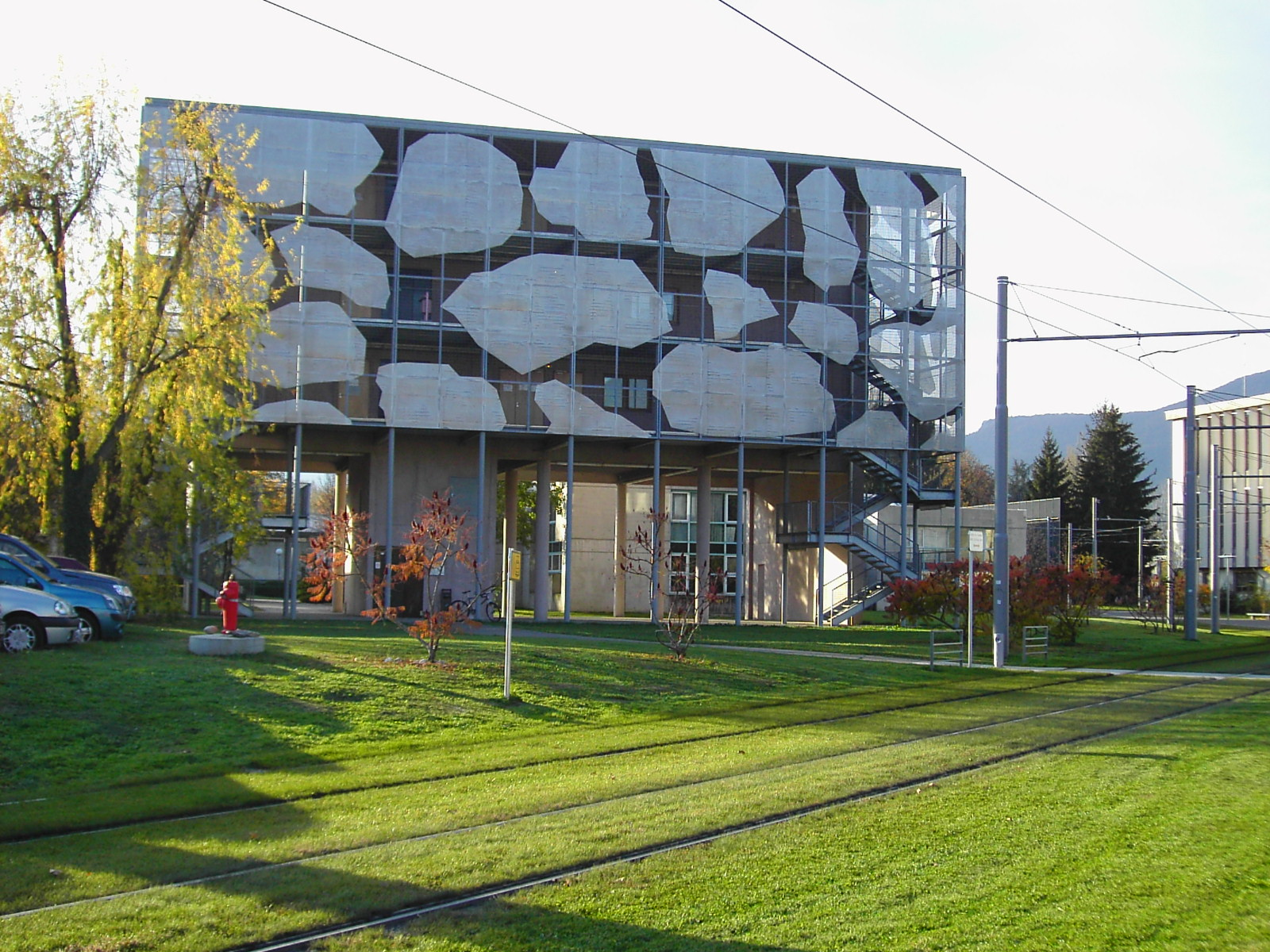
Pavillon Pierre Mendès-France
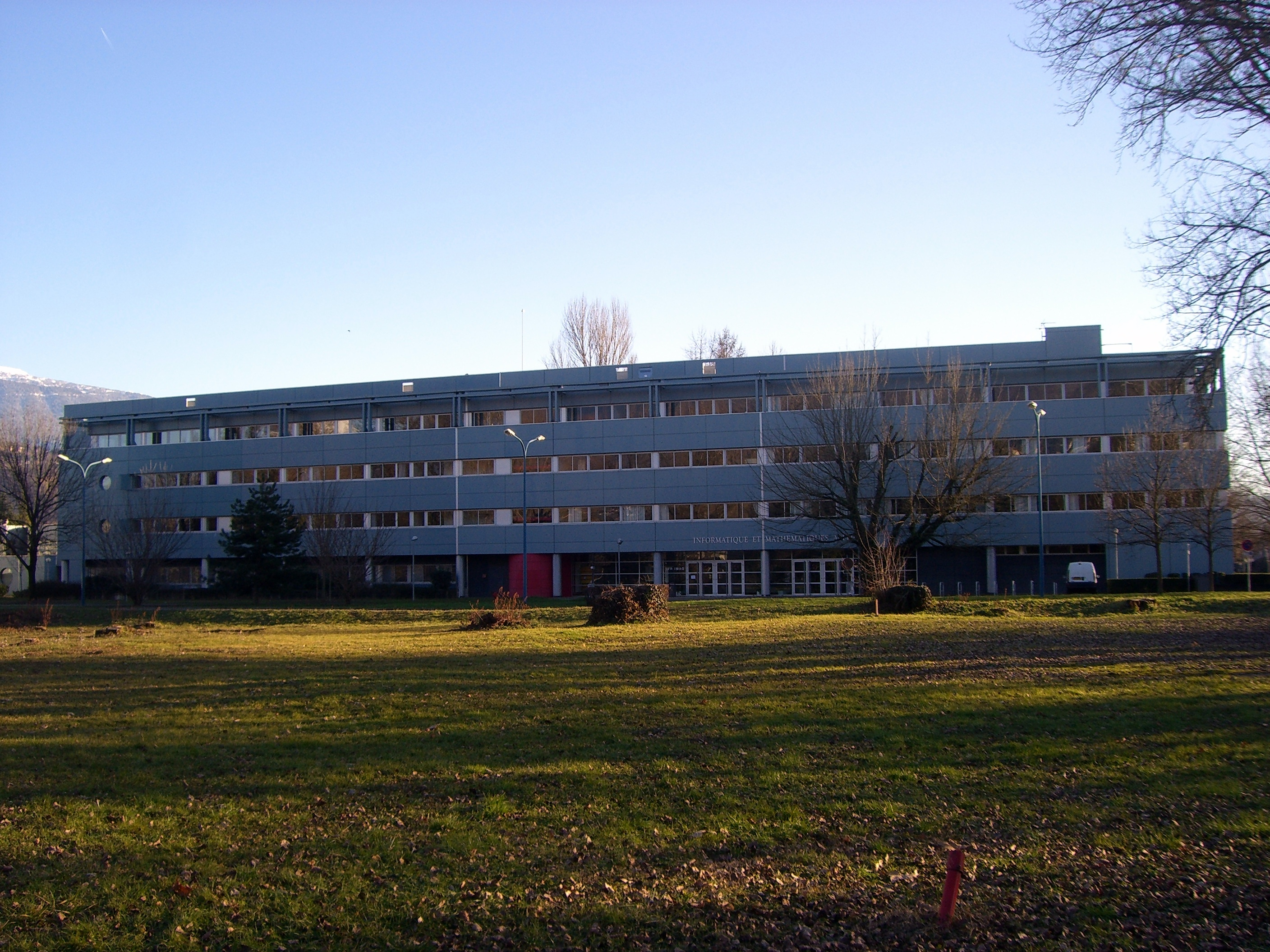
Pavillon de l'UFR IM²AG

### Recherche
Le domaine universitaire accueille de nombreux laboratoires de l'Université, mais aussi d'organismes tels que l'Institut national de recherche en sciences et technologies pour l'environnement et l'agriculture, l'Institut national de recherche en informatique et en automatique, le Centre technique du papier ainsi que le siège du Centre d'études de la neige, unité de recherche de Météo-France.
Le site accueille l'un des cinq grands instituts internationaux présents à Grenoble avec l'Institut de radioastronomie millimétrique, mais de nombreux laboratoires dépendant du CNRS y sont présents comme l'Institut européen de données financières, l'Institut des géosciences de l'environnement, l'Institut des sciences de la Terre, le Laboratoire d'informatique de Grenoble, le Centre de recherches sur les macromolécules végétales, le Laboratoire Pacte, le Laboratoire interdisciplinaire de physique ou encore Grenoble images parole signal automatique plus connu sous son acronyme de GIPSA-lab.
De son côté, l'Observatoire des sciences de l'Univers de Grenoble (OSUG) y possède plusieurs instituts dont l'un des plus prestigieux, l'Institut de planétologie et d'astrophysique de Grenoble (IPAG) est amené régulièrement à participer à l'équipement de missions spatiales d'envergure ou à équiper les plus grands télescopes terrestres. L'université possède également depuis 2015 un centre spatial universitaire permettant aux étudiants de s’impliquer dans la construction de nano-satellites. La concrétisation de ce projet se traduit dès 2018 par l'annonce du lancement d'un nano satellite baptisé AMICal Sat et destiné à l'observation des aurores polaires. Le lancement plusieurs fois décalé est finalement réalisé avec succès le 3 septembre 2020 par une fusée Vega depuis le depuis le centre spatial guyanais. Par la suite, quatre autres satellites sont en cours de préparation : ATISE, également chargé d'étudier les aurores boréales, NanoCarb, spécialisé dans l'observation des gaz à effet de serre, NanoBob, le satellite de la communication quantique et ThingSat : l’internet des objets isolés par satellite.
Le domaine universitaire abrite l'un des trois sites grenoblois du pôle d'innovation en micro et nanotechnologies appliqué aux sciences du vivant NanoBio ainsi que la plateforme Coriolis. Installé depuis 2014 après son transfert du polygone scientifique, cet instrument du Laboratoire des écoulements géophysiques et industriels est avec ses 13 mètres de diamètre la plus grande plateforme tournante au monde consacrée à la mécanique des fluides.

### Autres équipements

#### Espaces verts

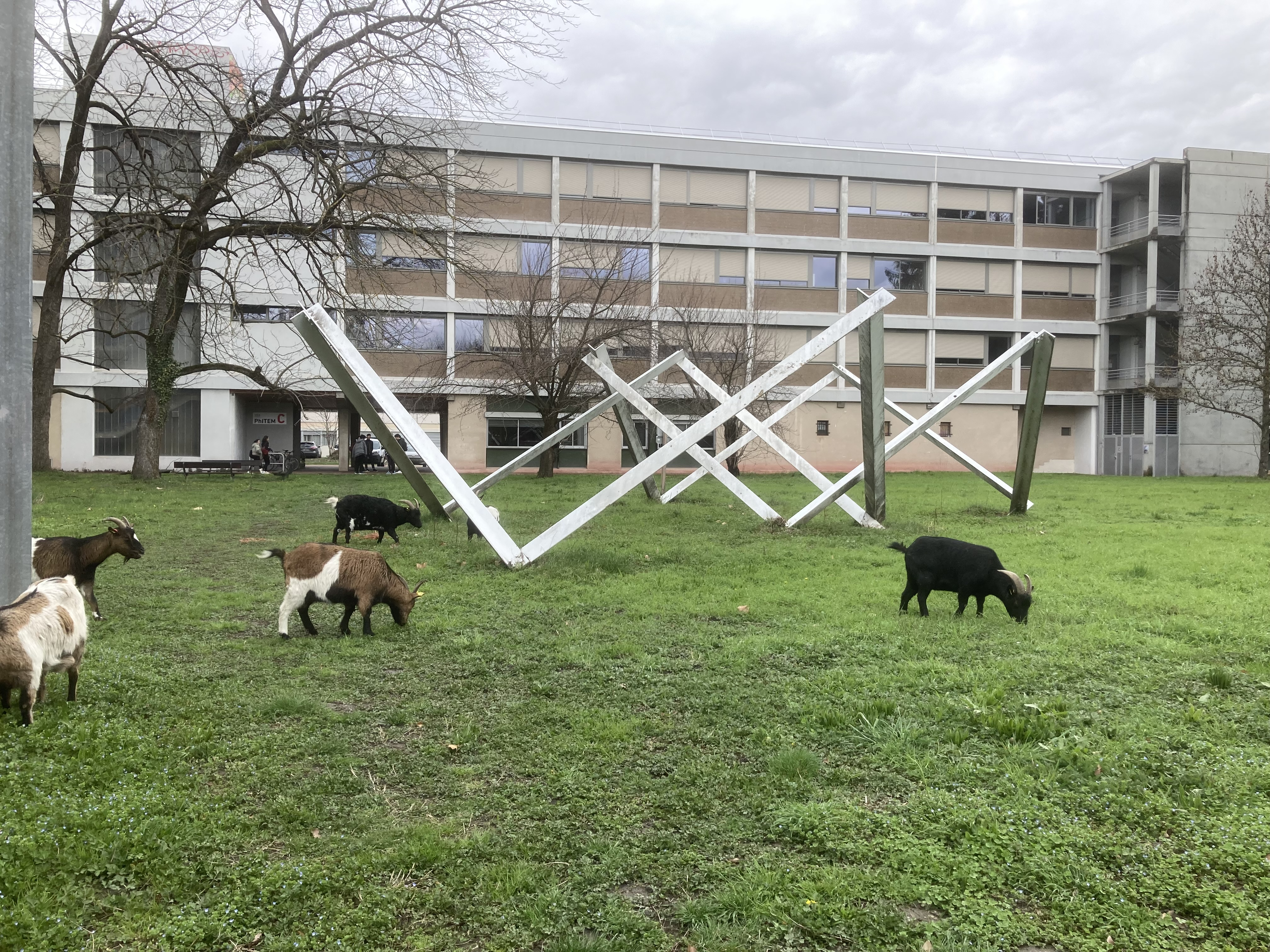
Chèvres paissant dans le campus universitaire de Grenoble

Le domaine universitaire, très aéré et arboré, constitue dans son ensemble un espace vert de l'agglomération, notamment dans ses franges nord et est en bordure de l'Isère. On peut citer notamment environ 3 000 arbres et particulièrement l'arboretum Robert Ruffier-Lanche présentant plus de 200 espèces d’arbres et arbustes provenant de toutes les zones tempérées du monde.
Par ailleurs, l'arboretum abrite le sentier planétaire Manuel-Forestini, qui représente le système solaire en respectant à la fois la taille relative du Soleil et des planètes mais aussi les distances qui les séparent. Il est dédié à l'astronome Manuel Forestini, décédé en 2003 à l'âge de quarante ans.

#### Résidences universitaires
Le campus accueille également des résidences universitaires gérées par le CROUS et édifiées le long de la limite sud du domaine, majoritairement distribuées autour de la rue des Résidences :
- les Nocturnes de Fauré, rue des Résidences ;
- Gabriel Fauré, rue des Résidences ;
- les Alpilles, rue des Universités ;
- Berlioz, allée Hector Berlioz ;
- Ouest, rue des Taillées ;
- les Taillées, rue de la Houille Blanche ;
- Condillac, allée Condillac ;
- Marie Reynoard, toute proche de Condillac ;
- Stefan Zweig, proche de Condillac, sur l'ancien site des tours ARPEJ.

Le campus compte également plusieurs restaurants universitaires.

#### Bibliothèques universitaires
Le domaine universitaire dispose de deux bibliothèques universitaires : Joseph-Fourier (sciences), Place Centrale, avec son architecture brutaliste caractéristique et Droit-Lettres, située 1130 Avenue Centrale.

#### Équipements sportifs
Le campus héberge de nombreux équipements sportifs situés sur quatre sites en périphérie : 
- centre sportif universitaire (CSU) composé d'une piscine olympique, de salles de musculation et de danse et de plusieurs dojos au nord,
- terrains et gymnases de l'UFR STAPS au nord-est,
- terrains de rugby, de tennis et de tir à l'arc au sud-est,
- gymnase et terrains de basket et de foot à l'ouest.

Le premier équipement construit est le CSU, entre 1965 et le début des années 1970, par l’entreprise Georges Cuynat, comprenant la piscine olympique. Il est inauguré le 24 novembre 1967 par François Missoffe, alors ministre de la Jeunesse et des Sports. Détruit par un incendie en février 1985 (voir Incidents), il est reconstruit à la fin des années 1980.

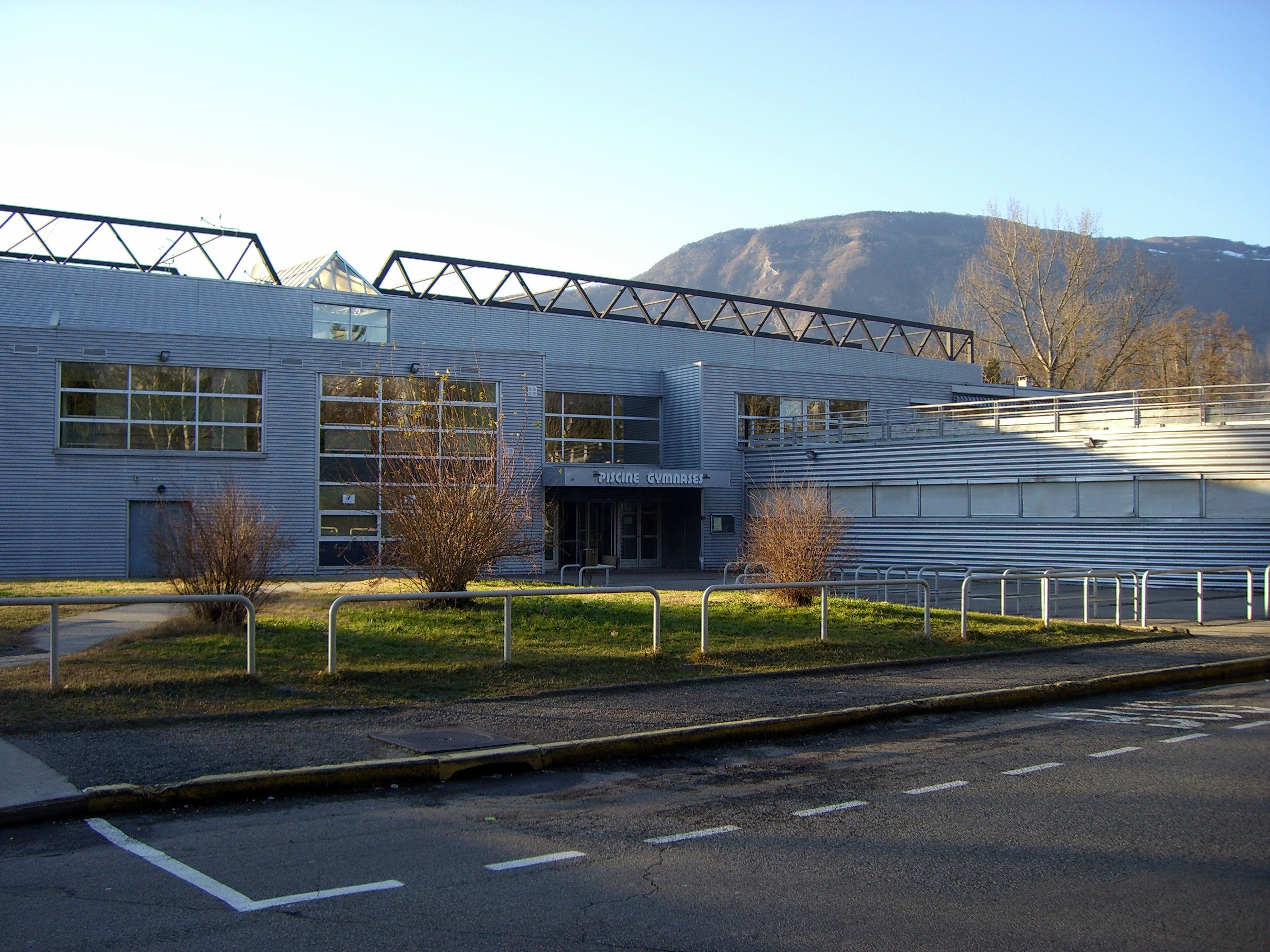
Piscine universitaire et équipements sportifs
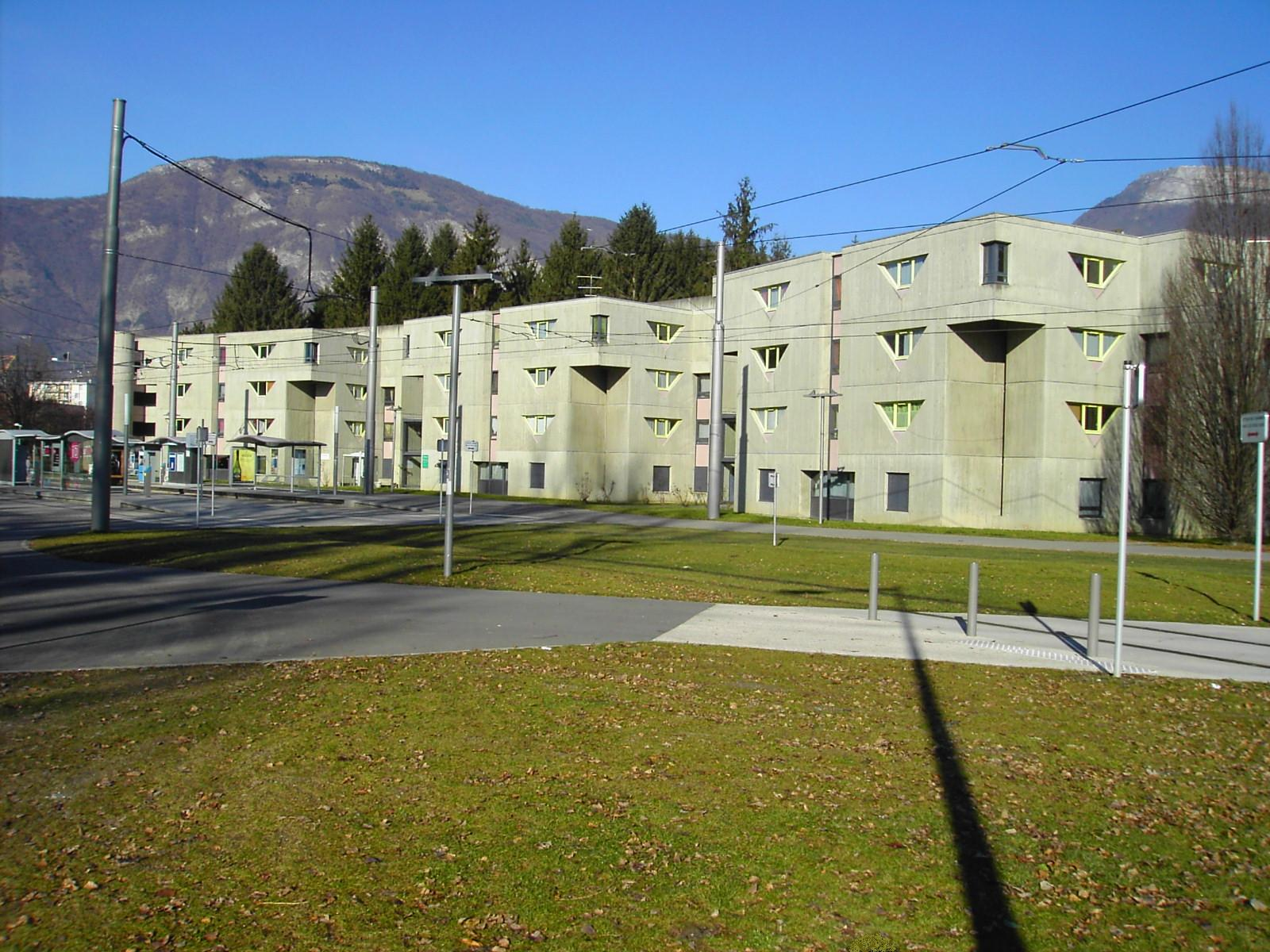
Résidence universitaire des Taillées
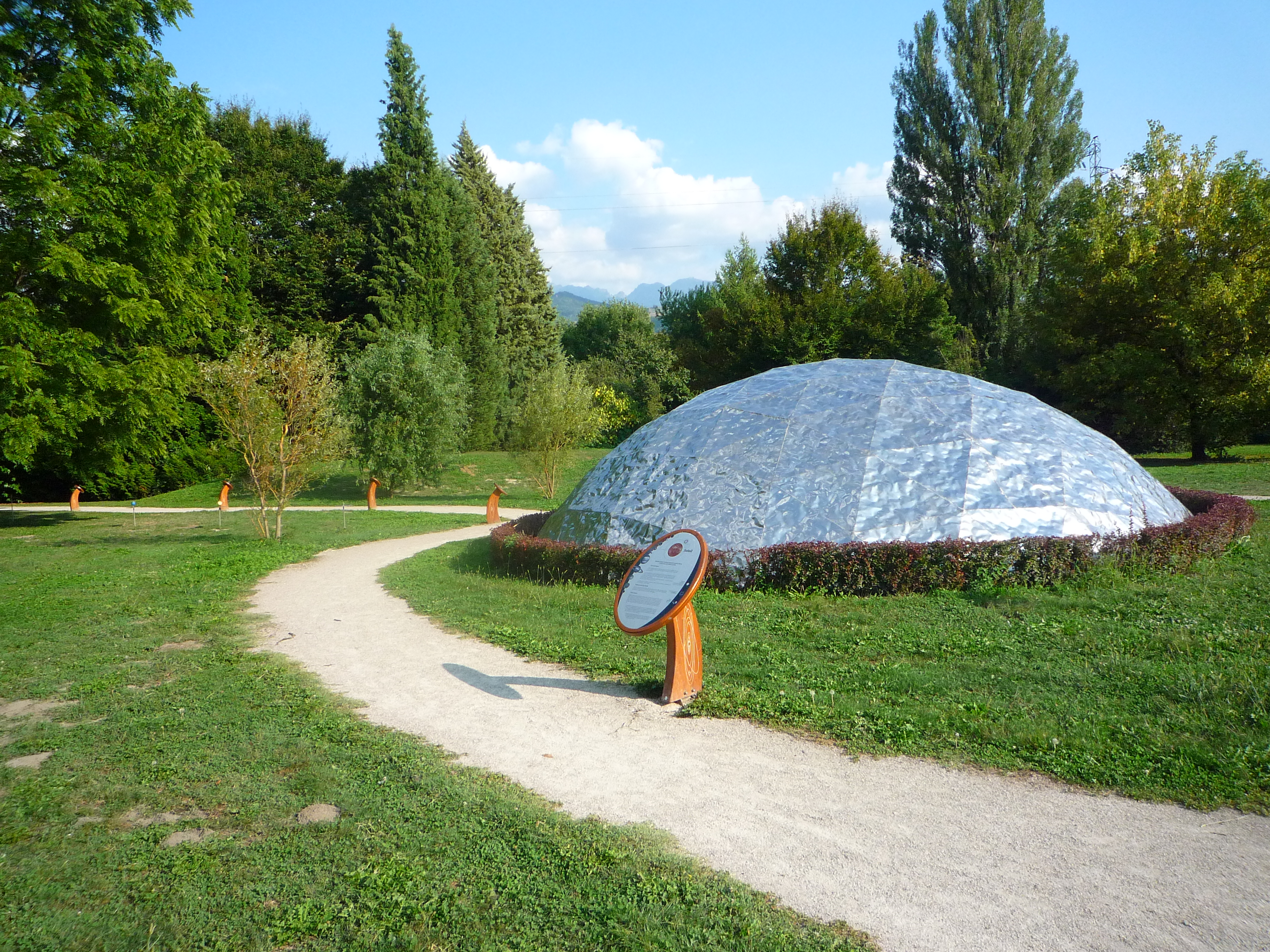
Sentier planétaire Manuel-Forestini

#### Archives départementales
En avril 2021, à la lisière du domaine universitaire, une importante institution ouvre ses portes. Les Archives départementales de l'Isère s'installent dans un nouvel édifice de 13 500 m2 sur l'ancien site des VFD. L'accès principal se fait par la rue Georges-Pérec, mais un accès piéton existe avec la rue des Résidences, en face du bâtiment IMAG, afin de desservir le campus.

### Œuvres d'art sur le campus
En 2022, soixante-quinze œuvres d’art émaillent le campus, dans ou devant les bâtiments, dont des sculptures, des mosaïques, des peintures et des installations. Elles ont pour la plupart été financées par le dispositif du 1 % artistique lors de la construction des bâtiments du campus et portent la signature de grands noms de l'art contemporain.
S'agissant d'œuvres d'art contemporain couvertes par le droit d'auteur, nous ne pouvons pas proposer de photographies sans autorisation de l'artiste ou de ses ayants droit.

#### En extérieur
- La Cornue, Alexander Calder, 1974, plaques d'acier soudées, esplanade de la Bibliothèque Universitaire Droit et Lettres
- Sans titre, Jean Amado, 1965, borne en béton émaillé (2 pièces), bâtiment de chimie, 421, rue de la Chimie
- Trois basculeurs universels debout, Marc Chopy, 2002, pierre naturelle et pierre reconstituée, UFR APS, 1741, rue de la Piscine
- Sans titres, Jackie Dumonteil, 2001, peinture acrylique et plaques de plastique, Ense3, Grenoble INP, 1025, rue de la Piscine
- Front, 1971, Pierre Szekely, granit du Sidobre, entrée du bâtiment Mendès France, 151, rue des Universités
- Point de vue, 1971,Pierre Szekely, granit du Sidobre, entrée du bâtiment Mendès France, 151, rue des Universités
- Parole, 1971, Pierre Szekely, granit du Sidobre, agora de l'université Mendès France, 151, rue des Universités
- Transfert, Vincent Prudhomme, 2004, Modules colorés, verre et acier émaillé, façade du Centre des Techniques du Logiciel
- Contemporisation 900, Jean Barral Baron, 1995, pierre de l'Echaillon et pierre marbrière, Résidence Berlioz, 361, allée Berlioz
- Grande épure, Serge Landois, 1995, acier forgé et peint, CNFPT, 440, rue des Universités
- Structure oblique, Jean-Claude Barrère, 1975, poutrelles profilées en acier Corten laqué blanc, Bâtiment de Physique, 120, rue de la Houille Blanche
- Autour d'un arbre, Jean-Luc Vilmouth, 1998, arbres (4 pièces), place entre la Maison des Langues et des Cultures, la MSH-Alpes et ARSH
- Mouvement et sérénité, Louis Val, 1976, Marbre de Carrare, Ense3, 961, rue de la Houille Blanche
- Entrée de l'amphithéâtre Louis Weil, Edgar Pillet, 1969, ciment noir moulé et teinté dans la masse, 773, avenue Centrale
- Sphère enterrée, François Morellet, 1975, tubes métalliques en acier inoxydable, entrée sud de l'Université Stendhal
- Faire le chemin en marchant, François Deck, 1993, plaques en fonte, université Pierre Mendès France, avenue Centrale
- Sans titre ("domaine universitaire"), Gérard Ifert (architecte) et Sybille Paquet (paysagiste), 1974, butte paysagée et lettres de béton, entrée no 1 du campus
- Sans titre, Olivier Descamps, 1990, acier inoxydable, Laboratoire EPM, MADYLAM, rue de la Piscine
- Hypnos, José Seguiri, 2017, tête en bronze, installée sur le parvis de Sciences Po Grenoble à l'occasion de son extension en 2017
- Place du Torrent, 2022, symbole d'un arbre couché au reflet rouge orangé, entre l'Espace vie étudiante, le bâtiment IMAG, le restaurant universitaire Diderot et l'amphithéâtre Weil[30],[28]

#### À l'intérieur
- L'Adret, Morice Lipsi, 1967, granite de Haute-Savoie, patio de Sciences Po Grenoble, 1030, avenue Centrale
- Équation Figures, Bernar Venet, 2002, Bibliothèque de l'UFR de Mathématiques, 100, rue des Mathématiques
- Sans titre, Edgar Pillet, 1969, Mosaïque en pâte de verre, Phelma, 1130, rue de la Piscine
- Hommage à Condillac, Georges Mathieu, 1966, tapisserie, Hall du bâtiment administratif Université Joseph Fourier, 621, avenue Centrale
- Le mur-livre, Max Laigneau, peinture acrylique sur bois, 1990, Hall nord de l'Université Stendhal, 1180, avenue Centrale
- Sans titre, Paul Guiramand, 1969, Pierre et pâte de verre, bibliothèque inter-universitaire des sciences, 915, avenue Centrale
- Sans titre, Geneviève Dumont, 1981, DLST, 480, avenue Centrale
- Guerre et Paix, Arcabas, 1967, 2 peintures à l'huile sur panneaux de bois, salle des actes de Sciences Po Grenoble, 1030, avenue Centrale

### Collections muséographiques
L'observatoire des sciences de l'Univers de Grenoble dispose d’un espace muséographique.
Dans le hall du bâtiment IMAG, ainsi que dans le hall du bâtiment de l'ICM (Institut de la communication et des médias) l'association Aconit a mis en dépôt plusieurs éléments de ses collections de matériels informatique anciens.

## Vie culturelle
Le domaine universitaire de Saint-Martin-d'Hères dispose de quatre salles de spectacles, l'Amphidice dans la galerie des amphis Stendhal (322 places), l'EST (Espace scénique transdisciplinaire) (150 places) ainsi que deux salles gérées par le CROUS, l'Aquarium situé Résidence Condillac et l'Aparté au cœur de la Résidence Berlioz. L'EST dispose également de trois studios de création et de répétition mis à disposition de la communauté universitaire.
En bordure sud-ouest de la place centrale, le campus  abrite également un lieu multiculturel nommé EVE (espace vie étudiante).
Enfin le campus dispose aussi de trois espaces d'exposition et de conférences : la bibliothèque universitaire Joseph-Fourier (sciences), la bibliothèque universitaire « Droit-Lettres » et la Véranda abritée par le bâtiment Arts et sciences humaines (ARSH).
Le campus est doté d'une radio associative, Radio Campus Grenoble, hébergée à EVE, faite par les étudiants, et qui propose une programmation musicale éclectique, favorisant les musiques que l'on ne rencontre pas sur les grandes radios. Elle traite également l'information locale, nationale et internationale tout en apportant un soin particulier aux actualités la vie culturelle et associative grenobloise.
Afin de relier le patrimoine de la ville avec ses étudiants, le musée de Grenoble organise depuis 2004 la nocturne des étudiants en mars en collaboration avec l'université de Grenoble et l'association « Un tramway nommé culture ». Chaque année, l'animation s'articule autour de plusieurs projets artistiques proposés par des étudiants le temps d'une soirée. Avec 2 800 visiteurs durant l'édition 2014, l'animation est devenue un rendez-vous incontournable de la vie étudiante grenobloise. Par ailleurs, toujours sur un plan culturel, le domaine universitaire est relié en trente minutes au musée de la Révolution française de Vizille grâce à la ligne de bus 23.

## Situation et accès
Le campus de Grenoble est situé dans une boucle de l'Isère, au nord-est de l'agglomération, sur les communes de Saint-Martin d'Hères et de Gières. Il a été bâti sur des terrains marécageux, et reste de ce fait relativement vulnérable aux inondations, le plus récent épisode remontant au 1er juin 2010. Il couvre environ 180 hectares et abrite environ 150 bâtiments.
Relativement isolé du reste de l'agglomération, par l'Isère au Nord, et par l'avenue Gabriel-Péri au sud, le campus est desservi par trois lignes de tramway : B (mise en service en 1990), C (2006) et D (2007). Il est notamment relié à la gare de Grenoble-Universités-Gières par la ligne B. Ce maillage tram a été complété par les lignes de bus C5, C7 et 23.

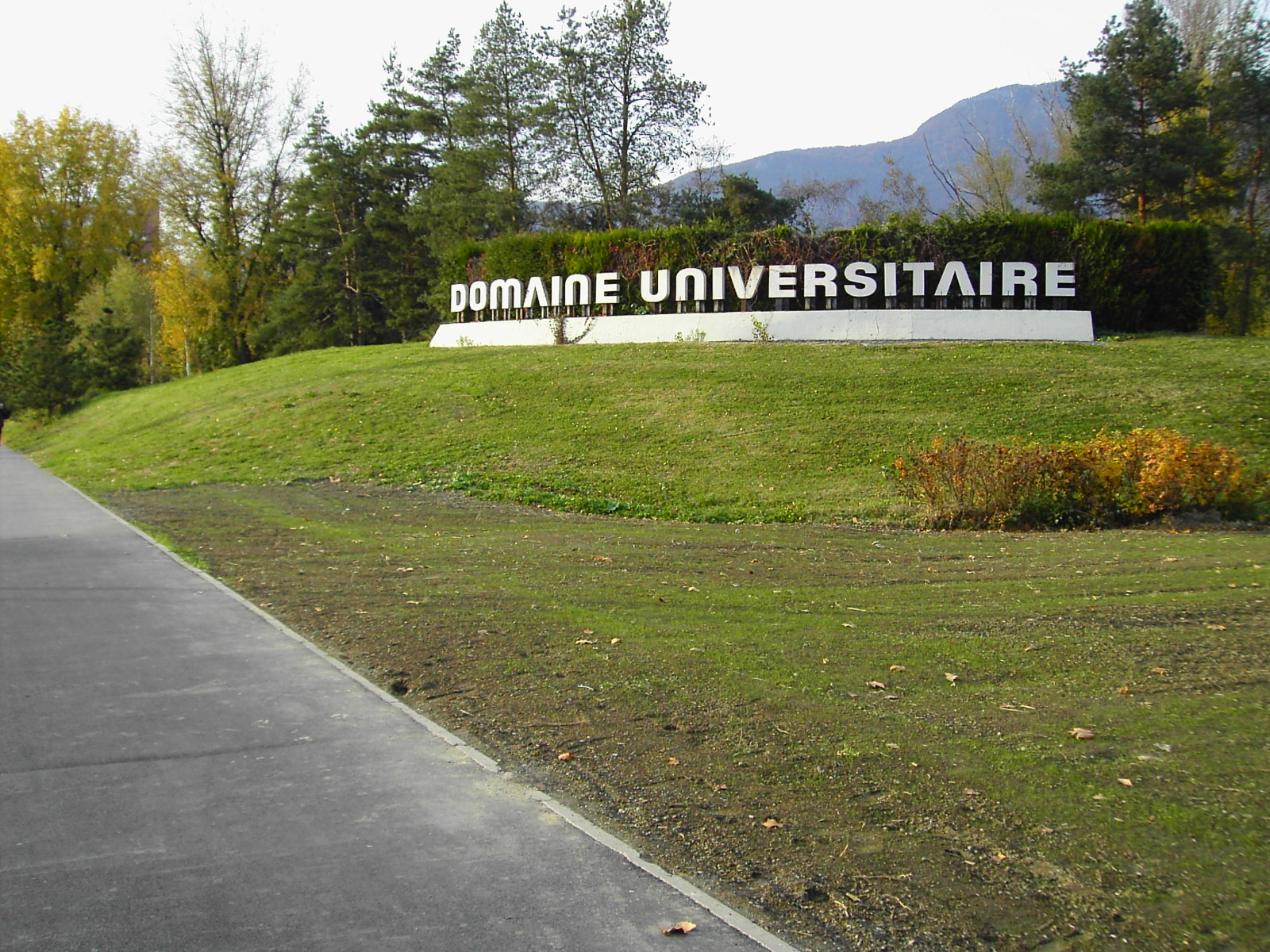
Entrée principale du domaine universitaire
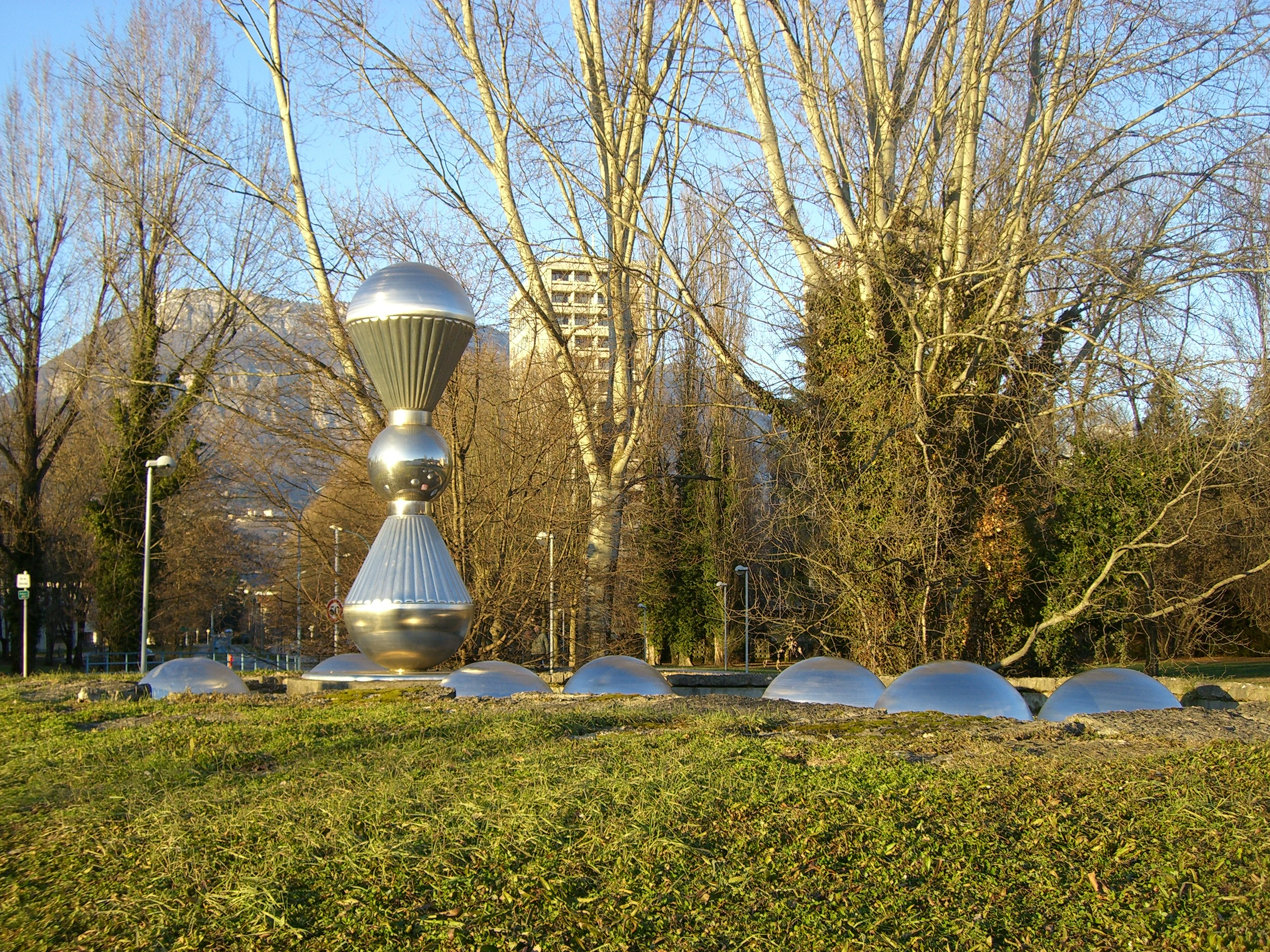
Entrée n°2 du domaine universitaire
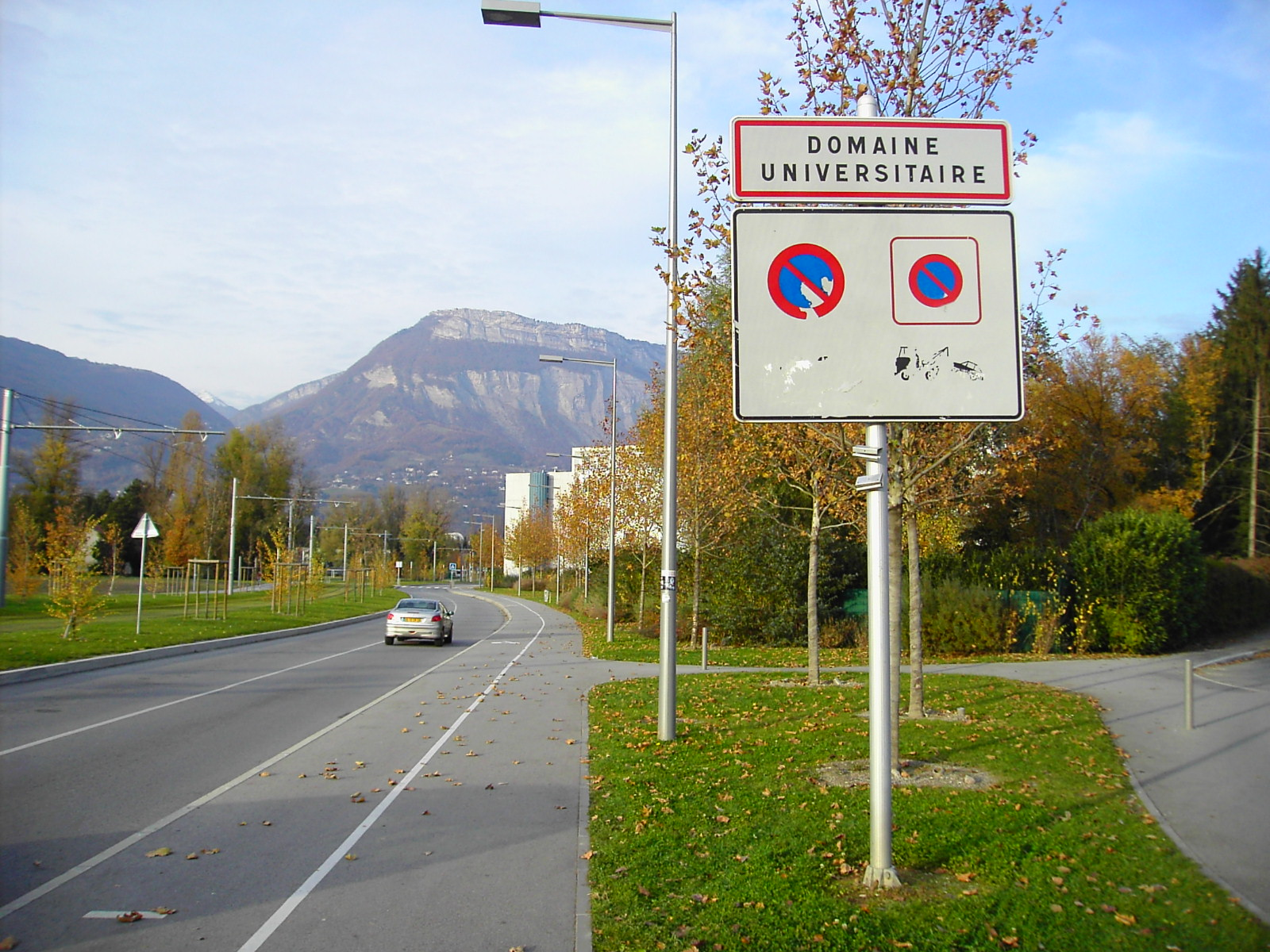
Entrée du domaine universitaire
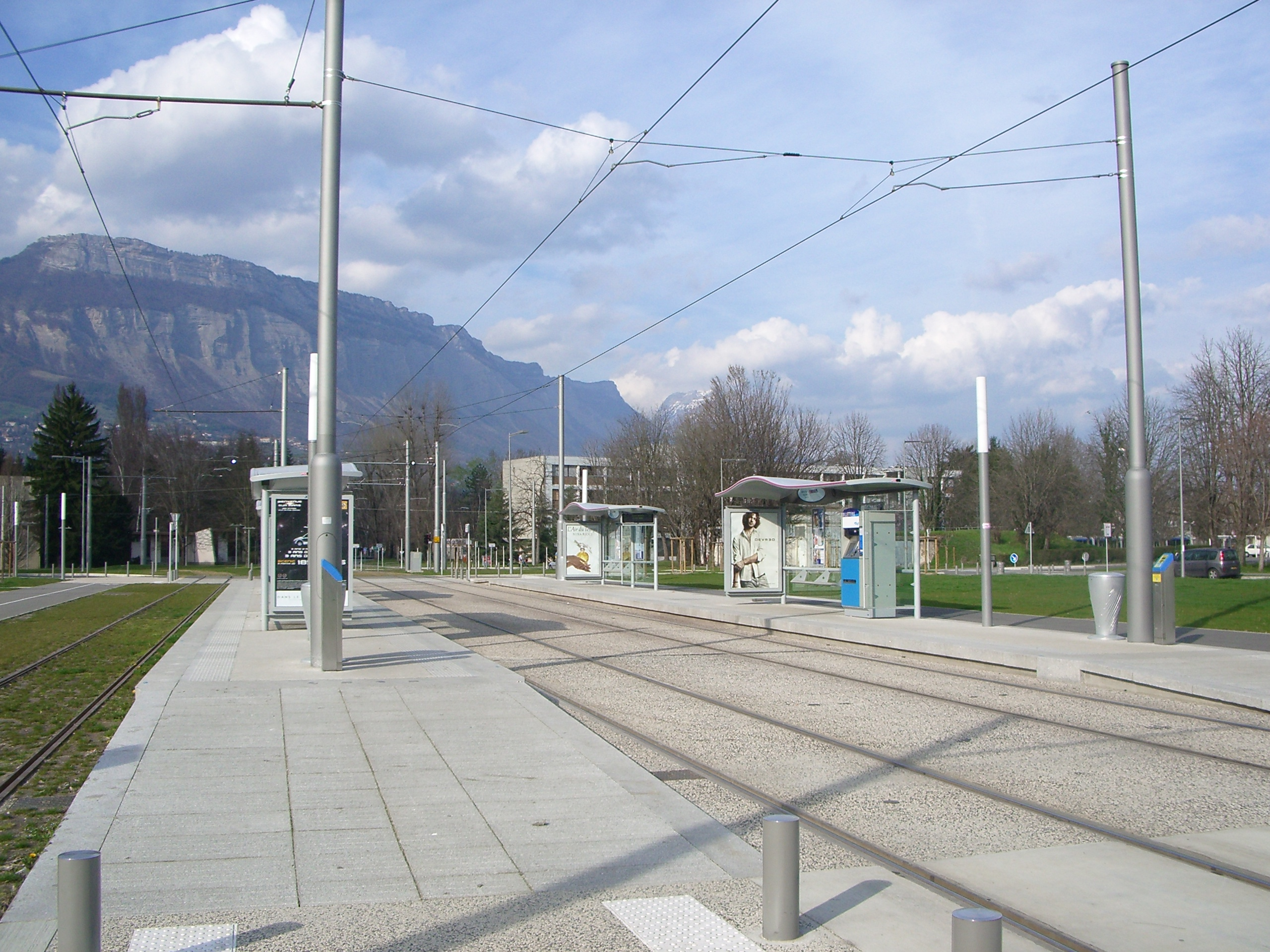
Station de tramway sur le domaine universitaire
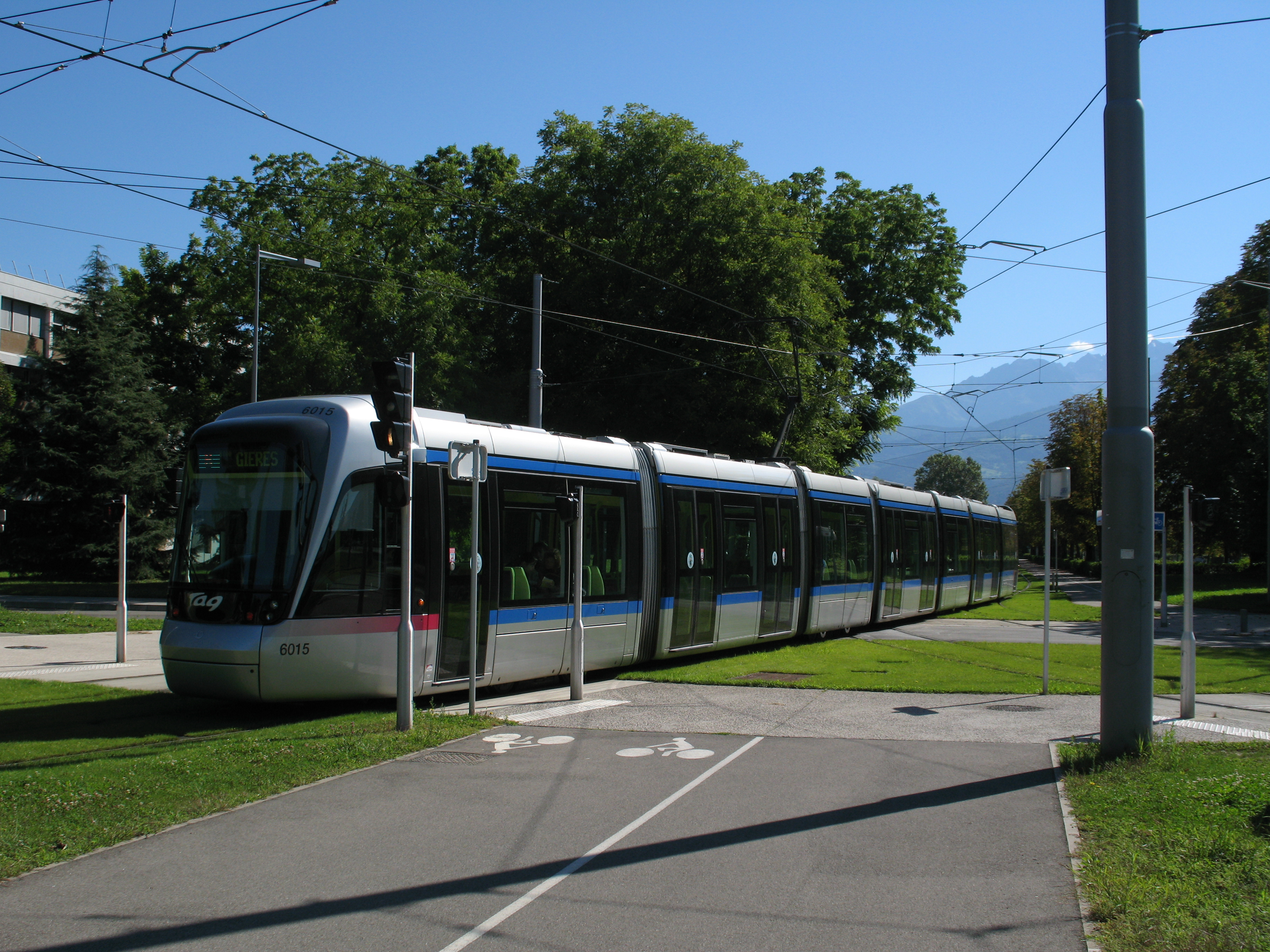
Tramway de la Ligne B - Arrêt Les Taillées Universités
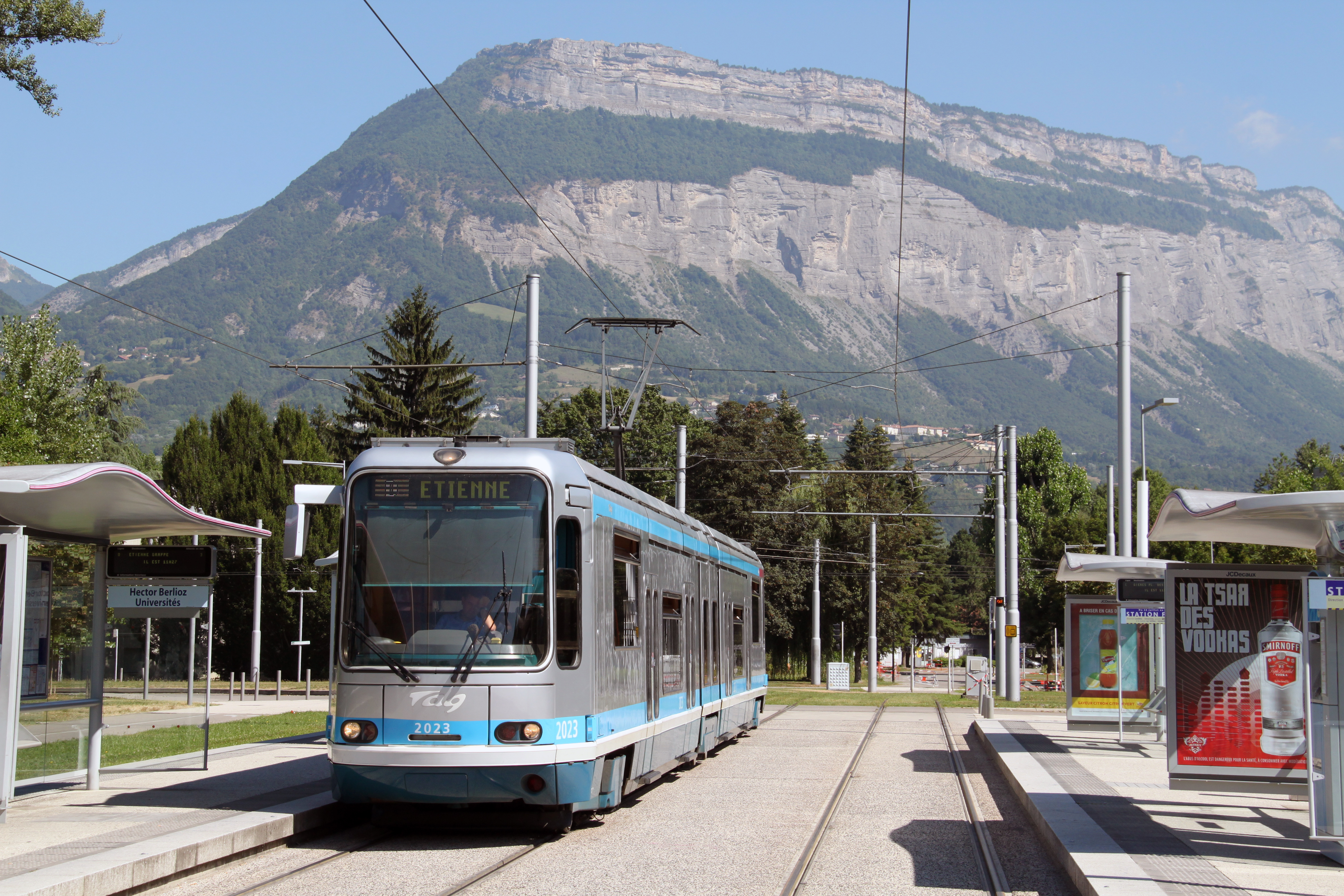
Tramway de la Ligne D - Arrêt Hector Berlioz Universités

Avant 1990, l'accès au campus était plus difficile, et uniquement assuré par des lignes de bus. Le 29 décembre 1974, les lignes urbaines des VFD sont renumérotées en vue de leur intégration dans le réseau TAG. La ligne 1A des VFD en provenance du centre-ville et desservant le campus devient la ligne 22. Cette ligne restera en service jusqu'au 26 novembre 1990, date de mise en service de la ligne B du tramway sur son parcours. Côté sud, la ligne de bus 26 est mise en service entre Grand'Place et le campus le 1er novembre 1980. Elle sera remplacée par la ligne C5 le 1er septembre 2014. Côté ouest, la ligne de bus 19 est mise en service entre Fontaine et le campus en septembre 1981. Elle sera remplacée par la ligne 53 en 1987, puis par la ligne 5 en 1994 avant de voir son parcours utilisé par la ligne C du tramway le 21 mai 2006. Le 6 octobre 2007, la ligne D du tramway est mise en service entre le domaine universitaire et le quartier de la Plaine de Saint-Martin-d'Hères, avec comme possibilité à long terme la prolongation de la ligne jusqu'à Grand'Place.
La gare ferroviaire Grenoble-Universités-Gières permet un accès proche par le train, une autre possibilité étant la gare de Grenoble (située près du centre-ville de Grenoble) accompagnée d'un trajet en tram ou bus urbain.
Les pistes cyclables de l'agglomération grenobloise permettent un accès aisé au campus à bicyclette par le biais du service de Métrovélo.
L'accès est possible en automobile, notamment par la "rocade sud" de Grenoble et l'avenue Gabriel-Péri (trois entrées possibles pour le campus) de Saint-Martin-d'Hères.

## Incidents
Le mardi 25 février 1985, pendant les vacances d'hiver, le centre sportif universitaire (CSU) de la piscine part en fumée dans un incendie d'une ampleur et d'une rapidité extraordinaire, sans faire de victimes. Le feu est causé par un chantier de réfection de la toiture par l'entreprise SMAC-Aciéroid, un chalumeau enflammant la structure en bois lamellé-collé. Il en résulte une affaire judiciaire mettant en cause à la fois la SMAC et l'entreprise de construction du centre sportif à la fin des années 1960. La reconstruction prend plusieurs années, et une verrière à structure métallique remplace le bois.
Le matin du 17 février 2017, la résidence universitaire Condillac, gérée par le Crous, subit un incendie faisant 32 blessés légers. Le Crous met en place plusieurs mesures, comme le relogement des étudiants. Cependant la gestion de cet événement est critiqué par le syndicat Solidaires Étudiant-e‑s, anvançant que le centre universitaire s'approprié certaines de leurs actions et que le bâtiment était alors insalubre. La résidence est désormais reconstruite.

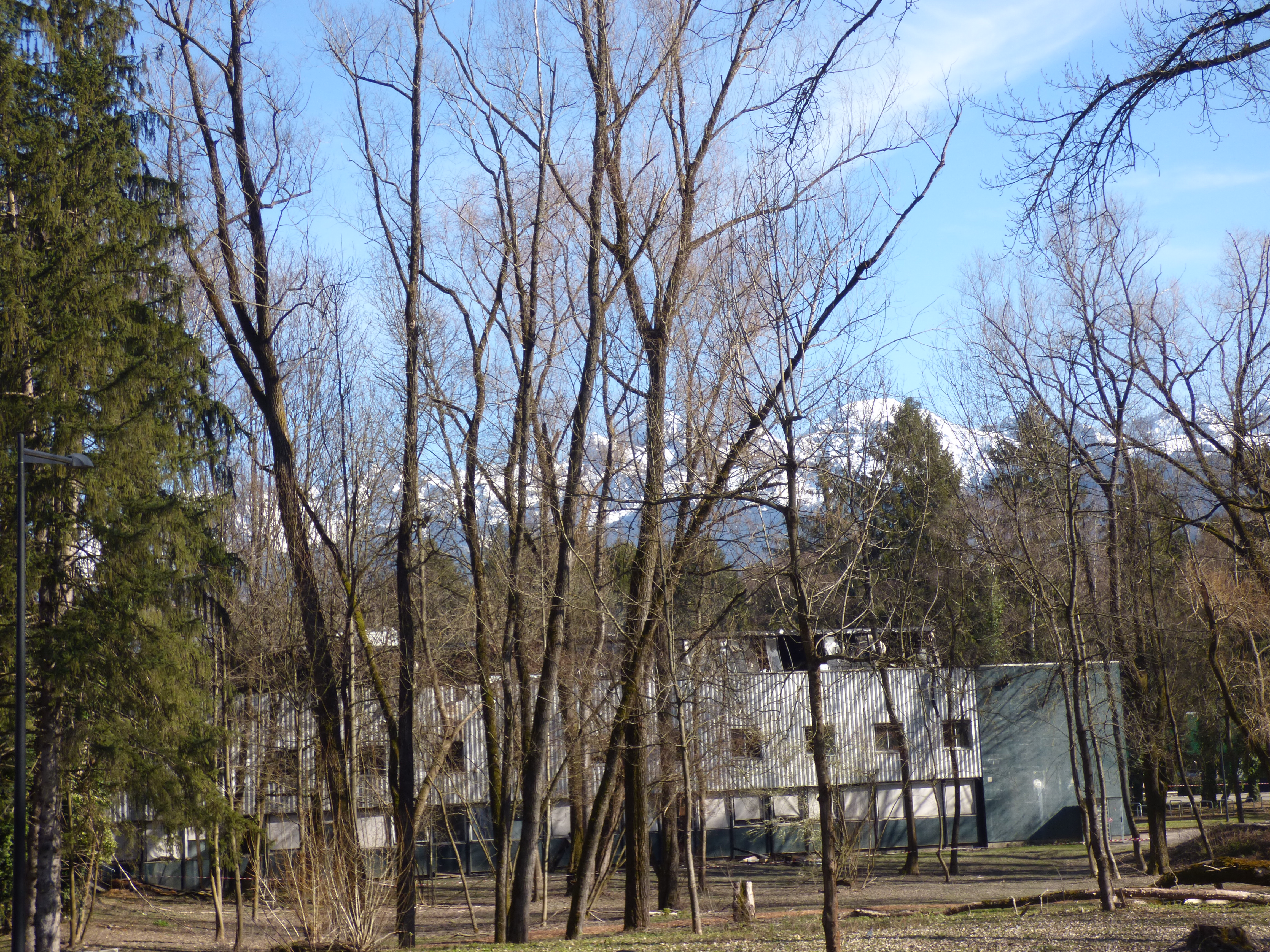
Le bâtiment Eiffel incendié

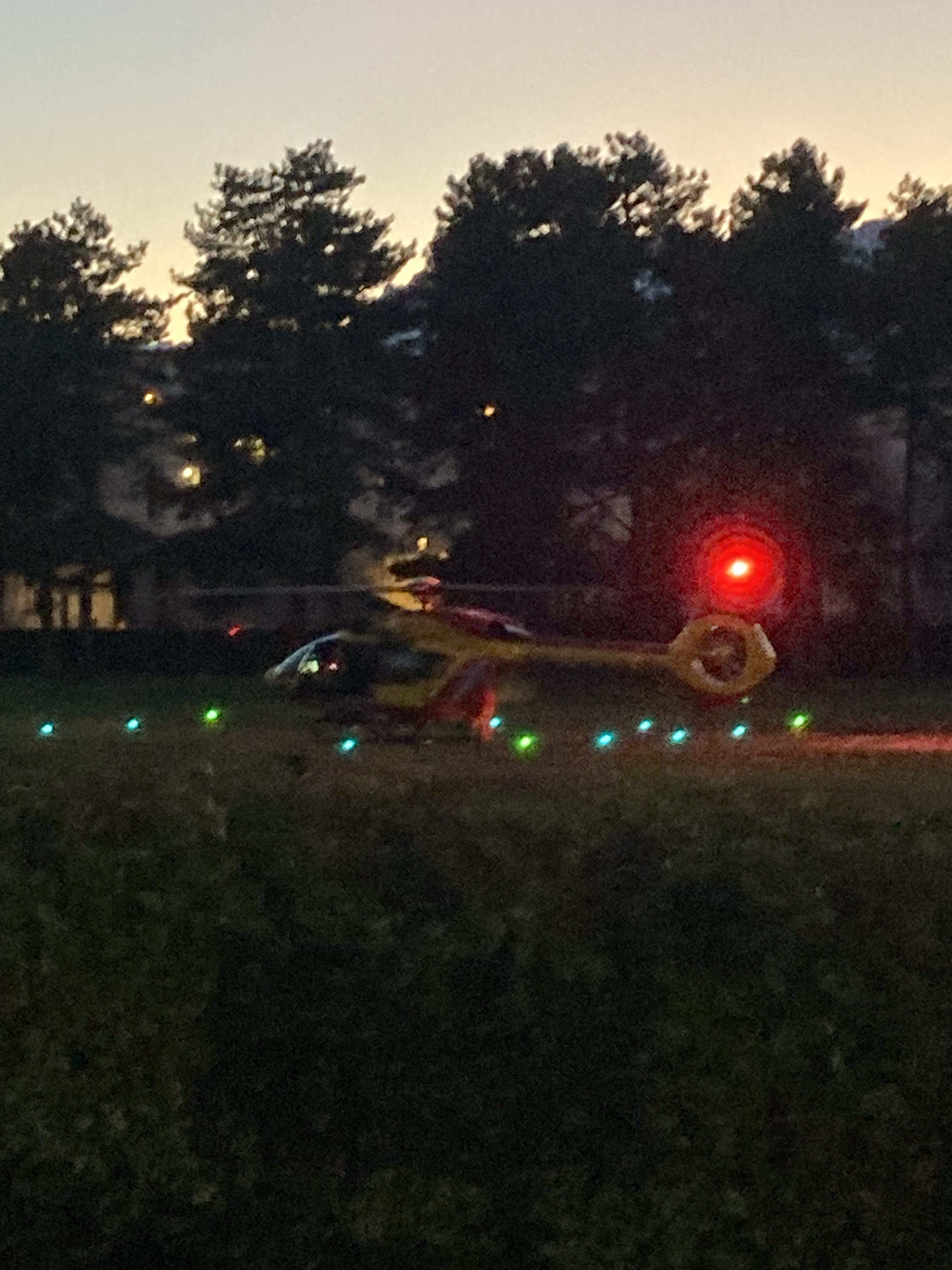
Un hélicoptère de secours atterrissant sur l'aire temporaire aménagée en 2023

Le 23 février 2020, un incendie volontaire touche le bâtiment Eiffel du laboratoire 3SR. (Voir Vague d'incendies criminels à Grenoble)